# Podział administracyjny Kościoła katolickiego w Rosji
Podział administracyjny Kościoła katolickiego w Rosji – w ramach Kościoła katolickiego w Rosji działa obecnie jedna metropolia w skład której wchodzą: 1 archidiecezja, 3 diecezje i 1 prefektura apostolska.

## Metropolia Matki Bożej w Moskwie
- Archidiecezja Matki Bożej w Moskwie
  - Diecezja Świętego Klemensa w Saratowie
  - Diecezja Świętego Józefa w Irkucku
  - Diecezja Przemienienia Pańskiego w Nowosybirsku
  - Prefektura apostolska Jużno-Sachalińska